# Balbersdorf (Gemeinde Miesenbach)
Balbersdorf ist eine Rotte in der Gemeinde Miesenbach im Bezirk Wiener Neustadt-Land in Niederösterreich.

## Geografie
Die Rotte liegt längs des Miesenbaches und ist über die Landesstraße L138 erreichbar. Im Südosten erhebt sich die Felsformation Balbersteine, eine Naturbrücke, die unter Schutz steht. Am 1. April 2020 umfasste die Rotte 26 Gebäude.

## Geschichte
Im Jahr 1484 verwüstete Matthias Corvinus den Ort, aber auch die Türken wüteten hier in den Jahren 1529 und 1683, wobei die Saat vernichtet, das Vieh vertrieben und das Dorf angezündet wurde, wodurch auch zahlreiche Einwohner zu Tode kamen. Im Jahr 1822 wurde der Ort als Rotte mit acht Häusern genannt, die nach Waidmannsfeld eingepfarrt war, wohin auch die Kinder eingeschult wurden. Die Herrschaft Gutenstein besaß die Ortsobrigkeit, übte die Landgerichtsbarkeit aus und besorgte gemeinsam mit der Herrschaft Fischau die Konskription. Die Untertanen und Grundholde des Ortes gehörten den Herrschaften Gutenstein und Fischau. Auch Schweickhardt beschrieb Balbersdorf als Rotte mit acht Häusern, deren Bewohner überwiegend vom Kohlen- und Holzhandel lebten. Am Miesenbach befandrn sich zudem eine Hammerschmiede und zwei Getreidemühlen, die auch über Brettersägen verfügten. Zuletzt stand der Ort unter der Ortsobrigkeit der Herrschaft Gutenstein. In Folge der Theresianischen Reformen wurde der Balbersdorf dem Kreis Unter-Wienerwald unterstellt und nach dem Umbruch 1848 war er bis 1867 dem Amtsbezirk Gutenstein zugeteilt. Laut Adressbuch von Österreich waren im Jahr 1938 in Balbersdorf ein Friseur, ein Gastwirt, ein Gemischtwarenhändler, zwei Schmiede, ein Schneider und einige Landwirte ansässig.

## Sehenswürdigkeiten
- Balberstein,  eine 5 m breite und 2,5 m hohe, natürlich entstandene Felsbrücke